# Fenrir
Fenrir (in. Fenris) – w mitologii skandynawskiej ogromny wilk, jedno z trójki dzieci, jakie Loki miał z olbrzymką Angerbodą. Charakterystyczne było u niego to, że z racji jego rozmiarów podczas otwierania ust szczęka dotykała nieba, a żuchwa ziemi. O Fenrirze wspomina Edda starsza i Edda młodsza. Oba źródła uznają go za ojca wilczych braci Skölla i Hatiego.
Bogowie obawiali się, że gdy wilk podrośnie, może im zagrozić, postanowili więc spętać go łańcuchem, zwanym Løding. Jednakże bestia wyswobodziła się z niego, a także z kolejnego, dużo mocniejszego, nazwanego Dromi. Karły uplotły więc magiczny sznur zwany Gleipnirem – zrobiono go z odgłosu stąpania kota, brody kobiety, korzenia skały, ścięgien niedźwiedzia, oddechu ryby i śliny ptaka. Bogowie zabrali wilka na wyspę, gdzie mieli go spętać magicznym sznurem, ale Fenrir, wyczuwszy podstęp, postanowił zgodzić się na związanie Gleipnirem pod warunkiem, że jeden z bogów włoży dłoń w jego paszczę. Podjął się tego bóg Tyr. Jednak gdy bogowie spętali już wilka, Tyr nie mógł się oswobodzić, wtedy rozwścieczony Fenrir odgryzł mu prawą rękę (odtąd Tyr był zwany także Jednorękim).
Fenrir ma wyswobodzić się z więzów i w czasie ostatniej walki bogów z olbrzymami pożreć boga Odyna w dzień Ragnarök. Zostanie zabity przez syna Odyna, Widara.

## Kulturowe nawiązania do Fenrira
- W grze Wiggles zadaniem gracza jest złapanie Fenrisa.
- W systemie Świat Mroku – Wilkołaku – jest totemem jednego z plemion (Pomioty Fenrisa).
- W grze komputerowej Loki jednym z głównych zadań bohatera jest schwytanie Fenrira w specjalne wnyki.
- W serialu Robin z Sherwood jeden z przeciwników Robina jest wyznawcą kultu Fenrisa.
- W komiksie Lucyfer Fenris jest jednym z głównych antagonistów.
- W grze Disciples II występuje jednostka Wilczy Władca, który może zostać opętany przez ducha Fenrira.
- W grze Age of Mythology występuje jako on sam, wilk Fenrir. Jest również jego potomstwo.
- W anime i mandze Rycerze Zodiaku jeden z bohaterów ma na imię Fenrir. Jego rodziną jest wataha wilków.
- W manhwie Ragnarok jedna z bohaterek nazywa się Fenris Fenrir.
- W grze World of Warcraft Fenris to jedna z wysp w krainie Silverpine Forest. Kraina ta pełna jest wilkołaków, z którymi walczy rasa Forsaken. Dodatkowo sam Fenrir pojawia się jako jeden z przeciwników w instancji Halls of Valor.
- W grze Wyprawa na północ Fenrir jest winny plagi wilków. Podczas obławy na jego legowisko, zostaje schwytany.
- W anime Prétear, Fenrir to imię Księżniczki Zagłady, głównej antagonistki serii.
- W grze MMO Aion występuje asmodiańskie ugrupowanie Fenris Fangs (Kły Fenrisa) oraz asmodiański set zbroi i broń (przedmioty te posiadają w nazwie człon „Fenris”) które można otrzymać wykonując zadania dla grupy.
- W grze Smite Fenrir jest jedną z grywalnych postaci.
- W grze GOD EATER, Fenrir to nazwa głównej organizacji, która zajmowała się tworzeniem biomechanicznych broni „hybryd” zwanych Jinki.
- W grze Danganronpa: Trigger Happy Havoc Fenrir to nazwa organizacji najemników do której należy jedna z postaci.
- Założyciel norweskiego zespołu Darkthrone, Gylve Nagell posługuje się pseudonimem Fenriz, będącym jedną z wersji imienia Fenrir.
- W serii książek i filmów „Harry Potter” jeden ze Śmierciożerców nazywa się Fenrir Greyback i jest wilkołakiem.
- W serii książek fantasy autorstwa Sarah J. Maas Szklany Tron jeden z wojowników Fae nazywa się Fenrys Moonbeam. Jego drugą formą obok ludzkiej jest biały wilk. W ostatniej części serii – Królestwo Popiołów, autorka umieściła kolejne nawiązanie do mitologii nordyckiej – podczas wojny, w której udział bierze kilka kontynentów, wilk mści się i zabija swoją dawną panią, Maeve, która za pomocą przysięgi krwi zmuszała do wykonywania okrutnych rzeczy wbrew jego woli. Podobna sytuacja ma mieć miejsce podczas ragnaröku – wtedy Fenrir zabije Odyna.
- W grze Assassin's Creed: Valhalla.
- W grze God of War Ragnarok.
- W grze Tom Clancy's Rainbow Six Siege Fenrir jest grywalnym operatorem, którego gadżet wywołuje efekt przerażenia u wrogów i ogranicza pole widzenia. Ikoną postaci jest wilk.